# Metoda pokus-omyl

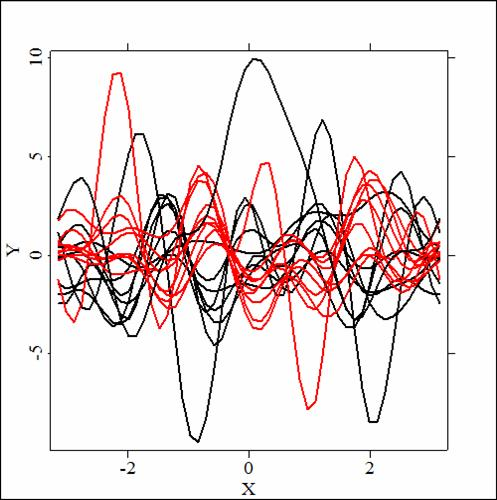
Počítačový graf vytvořený s metodou pokus a omyl

Metoda pokus-omyl (v angličtině trial and error) označuje způsob hledání řešení problému za pomocí náhodného testování všech potenciálních východisek.

## Využití

### Matematika
Pokus-omyl je jeden z nejjednodušších možných algoritmů hledání položky v databázi. První umělé inteligence v šachu pokus-omyl do značné míry využívaly jako způsob, jak najít vítěznou strategii. Metodu pokus-omyl také původně využíval například britský tým pro rozluštění kódu Enigma. V jistém smyslu je metodou pokus-omyl i Aristotelova metoda pro nacházení odmocniny.

### Filosofie
Mnozí filosofové vědy upozorňují na historickou skutečnost, že vědecké teorie jsou často podle vzoru Popperovy břitvy stále selektovány na ty, které projdou procesem vědeckého bádání, takže teorie, které dnes máme, v budoucnosti pravděpodobně zavrhneme. Popper sám se domníval, že tato selekce je přirozený způsob vývoje znalostí a nelze se ji vyhnout.
Podobně behavioristé staví svůj pohled na lidskou psychiku na tom, že děti získávají negativní a pozitivní impulsy na své ze začátku "náhodné" chování. Obecně vývoj společnosti může podobně jako klasická evoluce vést k lepším výsledkům jednoduchým přizpůsobováním (ať už společenské situace, kulturního výběru, nabídky médií, technologií nebo trhu) touhám jednotlivce.

### Biologie
Živé systémy využívají metodu pokus-omyl v mnoha ohledech: Vůbec biologická evoluce je svým způsobem pouze třídění funkčních biologických mechanizmů z náhodných dat, která jsou neustále generována mutacemi genomu. Pokus-omyl také aplikují organismy v efektu vzácného nepřítele, kdy se musí, podle vzoru teorie her, přizpůsobit ideální strategii pro skupinu.